# Cerisiers
Cerisiers település Franciaországban, Yonne megyében. Lakosainak száma 1002 fő (2022. január 1.). Cerisiers Villechétive, Dixmont, Les Vallées de la Vanne, Vaudeurs és Vaumort községekkel határos.

## Népesség
A település népességének változása:
| Lakosok száma | 985  | 988  | 1019 | 984  | 978  | 972  | 972  | 971  | 1002 |
|               | 2013 | 2015 | 2016 | 2017 | 2018 | 2019 | 2020 | 2021 | 2022 |